# Glossostipula strigosa
Glossostipula strigosa är en måreväxtart som beskrevs av David H. Lorence. Glossostipula strigosa ingår i släktet Glossostipula och familjen måreväxter.
Artens utbredningsområde är Honduras. Inga underarter finns listade i Catalogue of Life.